# اگر احساس بدی کردی (ترانه)
«اگر احساسِ بدی کردی» (انگلیسی: If You Feel the Funk) اولین تک‌آهنگ از خواننده آمریکایی لاتویا جکسون است. این آهنگ در سال ۱۹۸۰ توسط پالیدور رکوردز منتشر شد و از اولین آلبوم جکسون (۱۹۸۰) است. در این آلبوم سه آهنگ منتشر شد، «آیا آماده‌ای؟»، «او دوست‌داشتنی است؟» و «عاشقِ شبانه».